# De Castellane
De Castellane (рус. Де Кастеллан) — название дома шампанских вин, находящегося во французском городе Эперне знаменитого винодельческого региона Шампань. Дом основал в 1895 году виконт Флоран де Кастеллан, двоюродный брат Бонифаса де Кастеллана, известной персоны в парижском светском обществе конца XIX века. Дом де Кастеллан является старинным родом, корни которого восходят к графам Арля и Прованса. 
В качестве эмблемы своей марки виконт выбрал Андреевский крест красного цвета, в честь самого старого полка Шампани. Очень быстро шампанское вино стало неотъемлемым атрибутом торжественных приёмов и праздников. Этот крест вдохновлял множество творческих личностей, к примеру, Лео Купера, которые упоминают его в более чем 150 работах.
Всё же бизнес был продан семье Меран (фр. Mérand), которая сохранила авторитетное имя в названии вина. Новые владельцы возвели на месте торгового дома сооружения в стиле ар-нуво, которым впоследствии был присвоен статус исторического памятника, среди которых были водонапорная башня de Castellane, высотой 66 метров (237 ступенек), сотня резервуаров и винные погреба длиной 9 километров.
Благодаря этой башне местонахождение торгового дома на проспекте avenue de Champagne в Эперне весьма хорошо заметно,.
В то время ведущим торговым домом шампанских вин являлся, основанный в 1884 году, Union champenoise. Этим домом владела семья торговцев из Сомюра Буве-Ладюбе, а управляющим был Андре Жирар. Весь бизнес торгового дома держался на Фернане Меране; в производстве было три марки: Union champenoise, Fernand Mérand & Cie и De Castellane. Растущее благополучие бизнеса позволило Фернану Мерану и его компаньонам выкупить помещения у дома Eugène Mercier, которые они прежде арендовали. Перед началом Второй мировой войны последним президентом этих трёх обществ станет сын Фернана Мерана, Александр. Он также станет первым президентом нового дома шампанских вин — De Castellane.
В наши дни дом De Castellane принадлежит группе Laurent-Perrier. 
Этот винодельческий дом не имеет собственных виноградников. Исключительно из закупаемого винограда производятся как миллезимные, так и не миллезимные шампанские вина небольшого срока выдержки на осадке. 
Почти вся продукция отправляется на экспорт в США и Японию.
Престижное кюве винодельческого дома носит название Commodore.
В знаменитом здании с башней располагается также музей шампанских традиций, посетителям которого представлена эволюция методик виноградарства и изготовления шампанских вин.